# Кукуюк Михайло Петрович
Михайло Петрович Кукуюк (нар. 11 травня 1974, Житомир) — український актор Національного академічного драматичного театру ім. Івана Франка (з 2 листопада 2020), кіно та дубляжу, музикант, композитор, телеведучий, лідер музичного гурту «Кука та банда». Заслужений артист України (2024).

## Життєпис
Михайло Кукуюк народився 11 травня 1974 року у Житомирі у родині народних артистів Української РСР Петра Кукуюка та Антоніни Паламарчук. Після смерті батька у 1982 році Кукуюка виховувала мати та старший брат.
У 1995 році закінчив Київський державний інститут театрального мистецтва імені Івана Карпенка-Карого (курс М. Рушковського). Після інституту грав у Київському театрі юного глядача.
У 2002 році Кукуюк організував свій гурт, який виконував національно-спрямовані пісні в стилі панк з гумором. Гурт розпався через внутрішні негаразди, згодом він зібрав новий гурт «КукаТаБанда».
З 2003 року працює у Київському академічному театрі драми і комедії на лівому березі Дніпра.
У 2008 році був ведучим нічного хіт-параду «Віджеї» на телеканалі «ТЕТ».

## Фільмографія

### Кіно
| Рік  | Назва                     | Роль                     |
| ---- | ------------------------- | ------------------------ |
| 2012 | Мамо, я льотчика люблю... | режисер Леонід Парфьонов |
| 2016 | Слуга народу 2            | Борислав Костюк          |
| 2018 | Свінгери                  | Ігор                     |
| 2018 | Казка про гроші           | шинкар Янкель            |
| 2019 | Свінгери 2                | Ігор                     |
| 2020 | Наші котики               | «Ватажок Гоша»           |
| 2020 | Побачення у Вегасі        |                          |
| 2024 | Збори ОСББ                |                          |

### Телебачення
| Рік         | Назва                            | Роль                     | Примітки        | Дж.   |
| ----------- | -------------------------------- | ------------------------ | --------------- | ----- |
| 2007        | Фабрика щастя                    |                          | епізодична роль |       |
| 2008        | Віджеї                           | ведучий                  | музичне шоу     | [ 5 ] |
| 2010        | Тільки кохання                   |                          | епізодична роль |       |
| 2010        | Домашній арешт                   | Костик Малуха            |                 |       |
| 2016        | Запитайте у осені                | Іван Коваленко           |                 |       |
| 2017 — 2019 | Слуга народу                     | Борислав Костюк          |                 |       |
| 2018        | Смак щастя                       | Віктор                   |                 |       |
| 2018        | В полоні у перевертня            |                          |                 |       |
| 2018        | Голос з минулого                 | Борис «Мамочка»          |                 |       |
| 2018        | Обмани себе                      |                          |                 |       |
| 2018        | Подорож до центру душі           | Григорій                 |                 |       |
| 2018        | Серце слідчого                   | Андрій Борисович Пахомов |                 |       |
| 2018        | Доглядальниця                    | Антон                    |                 |       |
| 2019        | Серце матері                     | Петро                    |                 |       |
| 2019        | Підкидьок                        | Льова                    |                 |       |
| 2019        | Маркус                           | Микола Васильович        |                 |       |
| 2019        | Нове життя Василини Павлівни     | Григорій «Чорнослив»     | Головна роль    |       |
| 2019        | Папік                            | Сергій Краморенко        |                 |       |
| 2019        | Родина на рік                    |                          |                 |       |
| 2022        | Коли ми вдома. Разом до перемоги |                          |                 |       |

### Музичні відео
| Рік  | Назва   | Виконавець | Дж.   |
| ---- | ------- | ---------- | ----- |
| 2019 | «Sorry» | «Yuko»     | [ 6 ] |